# Lista de chefes do Governo de Liechtenstein
- Canto superior esquerdo: Michael Menzinger é considerado o primeiro governador de Liechtenstein.
- Canto superior direito: Leopold Freiherr von Imhof foi o governador durante a Primeira Guerra Mundial.
- Embaixo à esquerda: Josef Hoop foi o primeiro-ministro que mais tempo permaneceu no cargo e ocupou o cargo durante a Segunda Guerra Mundial.
- Embaixo à direita: Brigitte Haas é a atual primeira-ministra e a primeira mulher a se tornar primeira-ministra.

O Chefe do Governo de Liechtenstein (em alemão: Regierungschef von Liechtenstein), conhecido informalmente como primeiro-ministro, é o chefe executivo do Governo de Liechtenstein e preside o gabinete de Liechtenstein. Eles são nomeados pelo príncipe soberano de Liechtenstein com o consentimento do Landtag de Liechtenstein (parlamento de Liechtenstein) e espera-se que tenham a confiança tanto do príncipe quanto do Landtag. O chefe de governo nomeado normalmente é o líder do partido político com mais assentos no Landtag ou em uma coalizão de partidos. O chefe do governo não pode ser membro do Landtag ao mesmo tempo, embora deva cumprir os requisitos de elegibilidade para esse cargo.
A posição originou-se como Landvogt no século XVI. A função funcionava como chefe do escritório distrital (em alemão: Oberamt), subordinado ao tribunal da Casa de Liechtenstein. Originalmente, era um cargo indesejado no tribunal; isso mudou depois de Michael Menzinger candidatou-se ao cargo em 1833. O título foi alterado para governador (Landesverweser) como uma concessão após a Revolução de 1848 em Liechtenstein e foi formalizada após a ratificação da constituição de Liechtenstein de 1862 em 26 de setembro. Por esta razão, Menzinger é considerado o primeiro governador do Liechtenstein. Em 1921, foi ratificada uma nova constituição na qual o cargo foi substituído pelo de primeiro-ministro. Segundo esta constituição, a elegibilidade para se tornar chefe de governo foi alterada para exigir ser natural de Liechtenstein. No entanto, este requisito foi considerado inativo desde 1992.
A primeira-ministra atual é Brigitte Haas desde 10 de abril de 2025. Atualmente, há seis ex-primeiros-ministros vivos, com Walter Kieber sendo a morte mais recente, em 2014.

## Chefe de governo

### Partidos políticos
Independente
      Partido Cívico Progressista (FBP)
      Partido Popular Social Cristão (VP)
      União Patriótica (VU)

### Administrador do Estado (1861–1921)
O Landesverweser (trad. Administrador do Estado), também conhecido como "Governador", foi o título do chefe de governo de 1848 a 1921.
| N°. | Portrait                                                   | Nome (nascimento–morte)                                             | Mandato                                         | Mandato           | Gabinete                                  | Partido             | Partido       | Monarca (Reinado)      | Ref.          |
| --- | ---------------------------------------------------------- | ------------------------------------------------------------------- | ----------------------------------------------- | ----------------- | ----------------------------------------- | ------------------- | ------------- | ---------------------- | ------------- |
| 1   | A photograph of Michael Menzinger in 1845                  | Michael Menzinger (1792–1877)                                       | 22 de março de 1833 – 15 de março de 1861       | 28 anos, 1 mês    | —                                         |                     | Ind           | Aloísio II (1836–1858) | [ 12 ]        |
| 2   | An undated photograph of Karl Freiherr Haus von Hausen     | Karl Freiherr Haus von Hausen (1823–1889)                           | Abril de 1861 – 23 de setembro de 1884          | 23 anos, 175 dias | Gabinete de Karl Freiherr Haus von Hausen | João II (1858–1929) | Ind           | [ 13 ] [ 14 ]          |               |
| 3   | A photograph of Carl von In der Maur between 1912 and 1913 | Carl von In der Maur (1852–1913)                                    | 23 de setembro de 1884 – 5 de setembro de 1892  | 7 anos, 348 dias  | Primeiro Gabinete de Carl von In der Maur | João II (1858–1929) | Ind           | [ 13 ] [ 15 ]          |               |
| 4   | An undated photograph of Friedrich Stellwag von Carion     | Friedrich Stellwag von Carion (1852–1896)                           | 5 de setembro de 1892 – 24 de outubro de 1896 † | 4 anos, 49 dias   | Gabinete de Friedrich Stellwag von Carion | João II (1858–1929) | Ind           | [ 13 ] [ 16 ]          |               |
| (3) | A photograph of Carl von In der Maur between 1912 and 1913 | Carl von In der Maur (1852–1913)                                    | 4 de janeiro de 1897 – 11 de dezembro de 1913 † | 16 anos, 341 dias | Segundo Gabinete de Carl von In der Maur  | João II (1858–1929) | Ind           | [ 13 ] [ 15 ]          |               |
| —   | A photograph of Josef Ospelt in 1921                       | Josef Ospelt (1881–1962) Interino                                   | 11 de dezembro de 1913 – 1 de abril de 1914     | 111 dias          | —                                         | João II (1858–1929) | Ind           | [ 17 ]                 |               |
| 5   | A photograph of Leopold Freiherr von Imhof in 1918         | Leopold Freiherr von Imhof (1869–1922)                              | 1 de abril de 1914 – 13 de novembro de 1918     | 4 anos, 226 dias  | Gabinete de Leopold Freiherr von Imhof    | João II (1858–1929) | Ind           | [ 13 ] [ 18 ]          |               |
| —   | An undated photograph of Martin Ritter                     | Martin Ritter Presidente do Comitê Executivo Provisório (1872–1947) | 7 de novembro de 1918 – 7 de dezembro de 1918   | 30 dias           | Comitê Executivo Provisório               | João II (1858–1929) |               | VP                     | [ 13 ] [ 19 ] |
| 6   |                                                            | Príncipe Carlos Aloísio de Liechtenstein (1878–1955)                | 13 de dezembro de 1918 – 15 de dezembro de 1920 | 1 ano, 277 dias   | Gabinete do Príncipe Carlos Aloísio       | João II (1858–1929) |               | Ind                    | [ 13 ] [ 20 ] |
| 7   | An undated photograph of Josef Peer                        | Josef Peer (1864–1925)                                              | 15 de dezembro de 1920 – 23 de março de 1921    | 189 dias          | Josef Peer cabinet                        | João II (1858–1929) | [ 13 ] [ 21 ] | Ind                    |               |
| 8   | A photograph of Josef Ospelt in 1921                       | Josef Ospelt (1881–1962)                                            | 23 de março de 1921 – 5 de outubro de 1921      | 196 dias          | Gabinete de Josef Ospelt                  | João II (1858–1929) |               | FBP                    | [ 13 ] [ 17 ] |

### Primeiro-ministro (1921–presente)
O Regierungschef (lit. "chefe de governo") é o título atual do chefe de governo. O cargo substituiu o de Administrador do Estado após a ratificação da constituição de Liechtenstein em 5 de outubro de 1921..
| N°. | Retrato                                                                  | Nome (nascimento–morte)                                       | Eleito                                    | Mandato                                     | Mandato            | Gabinete                      | Partido                       | Partido | Monarca (Reinado)            | Ref.                        |
| --- | ------------------------------------------------------------------------ | ------------------------------------------------------------- | ----------------------------------------- | ------------------------------------------- | ------------------ | ----------------------------- | ----------------------------- | ------- | ---------------------------- | --------------------------- |
| 1   | A photograph of Josef Ospelt in 1921                                     | Josef Ospelt (1881–1962)                                      | —                                         | 5 de outubro de 1921 – 4 de maio de 1922    | 0 anos , 211 dias  | Gabinete de Josef Ospelt      |                               | FBP     | João II (1858–1929)          | [ 13 ] [ 17 ]               |
| —   | A photograph of Alfons Feger in 1910                                     | Alfons Feger (1856–1933) Interino                             | —                                         | 4 de maio de 1922 – 1 de junho de 1922      | 0 anos , 28 dias   | —                             |                               | VP      | João II (1858–1929)          | [ 13 ] [ 22 ]               |
| —   | An undated photograph of Felix Gubelmann                                 | Felix Gubelmann (1880–1929) Interino                          | —                                         | 1 de junho de 1922 – 6 de junho de 1922     | 0 anos , 5 dias    | —                             |                               | FBP     | João II (1858–1929)          | [ 13 ] [ 23 ]               |
| 2   | An undated photograph of Gustav Schädler                                 | Gustav Schädler (1883–1961)                                   | 1922 1926 (Jan) 1926 (Abr)                | 10 de junho de 1922 – 24 de junho de 1928   | 6 anos , 16 dias   | Gabinete de Gustav Schädler   |                               | VP      | João II (1858–1929)          | [ 13 ] [ 24 ]               |
| —   | A photograph of Prince Alfred of Liechtenstein in 1910                   | Príncipe Alfredo Romano de Liechtenstein (1875–1930) Interino | —                                         | 24 de junho de 1928 – 4 de agosto de 1928   | 0 anos , 39 dias   | —                             |                               | Ind     | João II (1858–1929)          | [ 13 ] [ 25 ]               |
| 3   | A photograph of Josef Hoop in 1945                                       | Josef Hoop (1895–1959)                                        | 1928 1930 1932 1936 1939 1945             | 4 de agosto de 1928 – 3 de setembro de 1945 | 17 anos , 30 dias  | I II III IV                   |                               | FBP     | João II (1858–1929)          | [ 13 ] [ 25 ] [ 26 ] [ 27 ] |
| 3   | A photograph of Josef Hoop in 1945                                       | Josef Hoop (1895–1959)                                        | 1928 1930 1932 1936 1939 1945             | 4 de agosto de 1928 – 3 de setembro de 1945 | 17 anos , 30 dias  | I II III IV                   | Francisco I (1929–1938)       | FBP     |                              | [ 13 ] [ 25 ] [ 26 ] [ 27 ] |
| 3   | A photograph of Josef Hoop in 1945                                       | Josef Hoop (1895–1959)                                        | 1928 1930 1932 1936 1939 1945             | 4 de agosto de 1928 – 3 de setembro de 1945 | 17 anos , 30 dias  | I II III IV                   | Francisco José II (1938–1989) | FBP     |                              | [ 13 ] [ 25 ] [ 26 ] [ 27 ] |
| 4   | A photograph of Alexander Frick in 1954                                  | Alexander Frick (1910–1991)                                   | 1949 1953 (Fev) 1953 (Jun) 1957 1958 1962 | 3 de setembro de 1945 – 16 de julho de 1962 | 16 anos , 316 dias | I II III                      | [ 13 ] [ 28 ]                 | FBP     |                              |                             |
| 5   | A photograph of Gerard Batliner between 1962 and 1970                    | Gerard Batliner (1928–2008)                                   | 1966                                      | 16 de julho de 1962 – 18 de março de 1970   | 7 anos , 245 dias  | I II III                      | [ 13 ] [ 29 ] [ 30 ]          | FBP     |                              |                             |
| 6   | A photograph of Alfred Hilbe in 1974                                     | Alfred Hilbe (1928–2011)                                      | 1970                                      | 18 de março de 1970 – 27 de março de 1974   | 4 anos , 9 dias    | Gabinete de Alfred Hilbe      |                               | VU      | [ 13 ] [ 31 ] [ 32 ]         |                             |
| 7   | A photograph of Walter Kieber in 1975                                    | Walter Kieber (1931–2014)                                     | 1974                                      | 27 de março de 1974 – 26 de abril de 1978   | 4 anos , 30 dias   | Gabinete de Walter Kieber     |                               | FBP     | [ 13 ] [ 33 ] [ 34 ]         |                             |
| 8   | A photograph of Hans Brunhart in 1991                                    | Hans Brunhart (1945–)                                         | 1978 1982 1986 1989                       | 26 de abril de 1978 – 26 de maio de 1993    | 15 anos , 30 dias  | I II III IV                   |                               | VU      | [ 13 ] [ 35 ] [ 36 ]         |                             |
| 9   |                                                                          | Markus Büchel (1959–2013)                                     | 1993 (Fev)                                | 26 de maio de 1993 – 15 de dezembro de 1993 | 0 anos , 203 dias  | Gabinete de Markus Büchel     |                               | FBP     | Hans-Adam II (1989–presente) | [ 13 ] [ 37 ] [ 38 ]        |
| 10  |                                                                          | Mario Frick (1965–)                                           | 1993 (Out) 1997                           | 15 de dezembro de 1993 – 5 de abril de 2001 | 7 anos , 111 dias  | I II                          |                               | VU      | Hans-Adam II (1989–presente) | [ 13 ] [ 39 ] [ 40 ]        |
| 11  | Otmar Hasler's official prime minister photograph, between 2001 and 2009 | Otmar Hasler (1953–)                                          | 2001 2005                                 | 5 de abril de 2001 – 25 de março de 2009    | 7 anos , 354 dias  | I II                          |                               | FBP     | Hans-Adam II (1989–presente) | [ 13 ] [ 41 ] [ 42 ]        |
| 12  | Klaus Tschütscher's official prime minister photograph, 2009             | Klaus Tschütscher (1967–)                                     | 2009                                      | 25 de março de 2009 – 27 de março de 2013   | 4 anos , 2 dias    | Gabinete de Klaus Tschütscher |                               | VU      | Hans-Adam II (1989–presente) | [ 13 ] [ 42 ]               |
| 13  | Adrian Hasler's official prime minister photograph, 2017                 | Adrian Hasler (1964–)                                         | 2013 2017                                 | 27 de março de 2013 – 25 de março de 2021   | 7 anos , 363 dias  | I II                          |                               | FBP     | Hans-Adam II (1989–presente) | [ 13 ] [ 43 ]               |
| 14  | Daniel Risch's official prime minister photograph, 2021                  | Daniel Risch (1978–)                                          | 2021                                      | 25 de março de 2021 – 10 de abril de 2025   | 4 anos , 16 dias   | Gabinete de Daniel Risch      |                               | VU      | Hans-Adam II (1989–presente) | [ 13 ] [ 44 ] [ 45 ]        |
| 15  | Brigitte Haas's official prime minister photograph, 2025                 | Brigitte Haas (1964–)                                         | 2025                                      | 10 de abril de 2025 – Incumbente            | 0 anos , 50 dias   | Gabinete de Brigitte Haas     |                               | VU      | Hans-Adam II (1989–presente) | [ 8 ]                       |

1. ↑  O VP e o Serviço Nacional de Liechtenstein se fundiram para formar a União Patriótica em 1936.[10]
2. 1 2  As pessoas são numeradas de acordo com os períodos de serviço da mesma pessoa. Por exemplo, Carl von In der Maur serviu como administrador estadual duas vezes em dois mandatos não consecutivos, mas é contabilizado apenas uma vez.

## Vice-chefe de governo
O vice-chefe de governo é o chefe executivo secundário no Liechtenstein. Um dos ministros do gabinete é nomeado para este cargo pelo príncipe de Liechtenstein, mediante proposta do Landtag de Liechtenstein.
| N°. | Retrato                                                           | Nome (nascimento–morte)             | Partido                             | Partido                             | Mandato                                       | Mandato            | Primeiro-ministro                          | Partido | Partido | Ref.   |
| --- | ----------------------------------------------------------------- | ----------------------------------- | ----------------------------------- | ----------------------------------- | --------------------------------------------- | ------------------ | ------------------------------------------ | ------- | ------- | ------ |
| 1   | A photograph of Alfons Feger in 1908                              | Alfons Feger (1856–1933)            |                                     | VP                                  | 2 de março de 1922 – 24 de junho de 1928      | 7 anos , 114 dias  | Josef Ospelt                               |         | FBP     | [ 13 ] |
| 1   | A photograph of Alfons Feger in 1908                              | Alfons Feger (1856–1933)            | Ele mesmo Interino                  | VP                                  | 2 de março de 1922 – 24 de junho de 1928      | 7 anos , 114 dias  |                                            | VP      |         | [ 13 ] |
| 1   | A photograph of Alfons Feger in 1908                              | Alfons Feger (1856–1933)            | Felix Gubelmann Interino            | VP                                  | 2 de março de 1922 – 24 de junho de 1928      | 7 anos , 114 dias  |                                            | FBP     |         | [ 13 ] |
| 1   | A photograph of Alfons Feger in 1908                              | Alfons Feger (1856–1933)            | Gustav Schädler                     | VP                                  | 2 de março de 1922 – 24 de junho de 1928      | 7 anos , 114 dias  |                                            | VP      |         | [ 13 ] |
| —   |                                                                   | Vago (24 de junho–4 de agosto 1928) | Vago (24 de junho–4 de agosto 1928) | Vago (24 de junho–4 de agosto 1928) | Vago (24 de junho–4 de agosto 1928)           |                    | Príncipe Alfredo de Liechtenstein Interino |         | Ind     | [ 13 ] |
| 2   | A photograph of Ludwig Marxer in 1938                             | Ludwig Marxer (1897–1962)           |                                     | FBP                                 | 4 de agosto de 1928 – 20 de junho de 1933     | 4 anos , 320 dias  | Josef Hoop                                 |         | FBP     | [ 13 ] |
| 3   | A photograph of Anton Frommelt in 1938                            | Anton Frommelt (1895–1975)          |                                     | FBP                                 | 20 de junho de 1933 – 30 de março de 1938     | 4 anos , 283 dias  | Josef Hoop                                 |         | FBP     | [ 13 ] |
| 4   | A photograph of Alois Vogt in 1945                                | Alois Vogt (1906–1988)              |                                     | VU                                  | 30 de março de 1938 – 3 de setembro de 1945   | 7 anos , 157 dias  | Josef Hoop                                 |         | FBP     | [ 13 ] |
| 5   | A photograph of Ferdinand Nigg in 1925                            | Ferdinand Nigg (1893–1957)          |                                     | VU                                  | 3 de setembro de 1945 – 13 de julho de 1957 † | 11 anos , 313 dias | Alexander Frick                            |         | FBP     | [ 13 ] |
| 6   |                                                                   | Josef Büchel (1910–1991)            |                                     | VU                                  | 13 de julho de 1957 – 16 de junho de 1965     | 7 anos , 338 dias  | Alexander Frick                            |         | FBP     | [ 13 ] |
| 6   |                                                                   | Josef Büchel (1910–1991)            |                                     | VU                                  | 13 de julho de 1957 – 16 de junho de 1965     | 7 anos , 338 dias  | Alexander Frick                            |         | FBP     | [ 13 ] |
| 6   | Gerard Batliner                                                   | Josef Büchel (1910–1991)            |                                     | VU                                  | 13 de julho de 1957 – 16 de junho de 1965     | 7 anos , 338 dias  |                                            |         | FBP     | [ 13 ] |
| 7   | A photograph of Alfred Hilbe in 1965                              | Alfred Hilbe (1928–2011)            |                                     | VU                                  | 16 de junho de 1965 – 18 de março de 1970     | 4 anos , 275 dias  |                                            |         | FBP     | [ 13 ] |
| 8   | A photograph of Walter Kieber in 1975                             | Walter Kieber (1931–2014)           |                                     | FBP                                 | 18 de março de 1970 – 27 de março de 1974     | 4 anos , 9 dias    | Alfred Hilbe                               |         | VU      | [ 13 ] |
| 9   | A photograph of Hans Brunhart in 1991                             | Hans Brunhart (1945–)               |                                     | VU                                  | 27 de março de 1974 – 26 de abril de 1978     | 4 anos , 30 dias   | Walter Kieber                              |         | FBP     | [ 13 ] |
| (8) | A photograph of Walter Kieber in 1975                             | Walter Kieber (1931–2014)           |                                     | FBP                                 | 26 de abril de 1978 – 1 de julho de 1980      | 2 anos , 66 dias   | Hans Brunhart                              |         | VU      | [ 13 ] |
| 10  |                                                                   | Hilmar Ospelt (1929–2020)           |                                     | FBP                                 | 1 de julho de 1980 – 2 de fevereiro de 1986   | 5 anos , 216 dias  | Hans Brunhart                              |         | VU      | [ 13 ] |
| 11  | A photograph of Herbert Wille in 1991                             | Herbert Wille (1944–)               |                                     | FBP                                 | 2 de fevereiro de 1986 – 26 de maio de 1993   | 7 anos , 113 dias  | Hans Brunhart                              |         | VU      | [ 13 ] |
| 12  |                                                                   | Mario Frick (1965–)                 |                                     | VU                                  | 26 de maio de 1993 – 15 de dezembro de 1993   | 0 anos , 203 dias  | Markus Büchel                              |         | FBP     | [ 13 ] |
| 13  |                                                                   | Thomas Büchel (1952–)               |                                     | FBP                                 | 15 de dezembro de 1993 – 9 de abril de 1997   | 3 anos , 115 dias  | Mario Frick                                |         | VU      | [ 13 ] |
| 14  |                                                                   | Michael Ritter (1957–)              |                                     | VU                                  | 9 de março de 1997 – 5 de março de 2001       | 3 anos , 361 dias  | Mario Frick                                |         | VU      | [ 13 ] |
| 15  | A photograph of Rita Kieber-Beck in 2006                          | Rita Kieber-Beck (1958–)            |                                     | FBP                                 | 5 de março de 2001 – 21 de março de 2005      | 4 anos , 16 dias   | Otmar Hasler                               |         | FBP     | [ 13 ] |
| 16  | Klaus Tschütscher's official prime minister photograph, 2009      | Klaus Tschütscher (1967–)           |                                     | VU                                  | 21 de março de 2005 – 25 de março de 2009     | 3 anos , 338 dias  | Otmar Hasler                               |         | FBP     | [ 13 ] |
| 17  | A photograph of Martin Meyer in 2011                              | Martin Meyer (1972–)                |                                     | FBP                                 | 25 de março de 2009 – 27 de março de 2013     | 4 anos , 2 dias    | Klaus Tschütscher                          |         | VU      | [ 13 ] |
| 18  | A photograph of Thomas Zwiefelhofer in 2013                       | Thomas Zwiefelhofer (1969–)         |                                     | VU                                  | 27 de março de 2013 – 30 de março de 2017     | 4 anos , 3 dias    | Adrian Hasler                              |         | FBP     | [ 13 ] |
| 19  | A photograph of Daniel Risch in 2017                              | Daniel Risch (1978–)                |                                     | VU                                  | 30 de março de 2017 – 25 de março de 2021     | 3 anos , 360 dias  | Adrian Hasler                              |         | FBP     | [ 13 ] |
| 20  | Sabine Monauni's official portrait as deputy prime minister, 2025 | Sabine Monauni (1974–)              |                                     | FBP                                 | 25 de março de 2021                           | 4 anos , 66 dias   | Daniel Risch Brigitte Haas                 |         | VU      | [ 13 ] |

## See also
- Política de Liechtenstein
- Lista de monarcas de Liechtenstein